# Fernando Castán Palomar
Fernando Castán Palomar (Zaragoza, 14 de junio de 1898 - Madrid, 4 de enero de 1963) fue un periodista, escritor y director de cine español.

## Biografía
Nació en Zaragoza en 1898. Realizó estudios de bachillerato en la capital aragonesa, y posteriormente estudiaría filosofía y letras en la Universidad de Zaragoza. Durante los siguientes años desarrollaría su faceta periodística, entrando a trabajar en 1916 como redactor de El Noticiero, siendo director Genaro Poza Ibáñez. En 1929 entró a formar parte de la redacción de La Voz de Aragón, donde firmaba sus crónicas bajo el seudónimo de «el Calesero». También colaboró con las revistas Dígame y Primer plano.
Así mismo, fue autor de varias obras. En 1934 publicaría Aragoneses Contemporáneos 1900-1934, un diccionario biográfico.
En 1935 pasó a formar parte de la redacción del diario madrileño Ya, siendo nombrado jefe de redacción por Vicente Gállego. Tras el estallido de la Guerra civil llegaría a dirigir el semanario gráfico falangista Fotos, siendo sustituido a comienzos de 1945 por Manuel Casanova. Falleció en Madrid en 1963.

## Obras
- Aragoneses contemporáneos 1900-1934. Zaragoza: Tip. La Académica. 1934.
- Memorias de un empresario, Tirso escudero. Madrid: La Novela del Sábado. 1940.
- El hombre que contó su secreto. Madrid: Editorial Rollán. 1952.
- Vida de Don Francisco Goya y Lucientes. Juventud. 1981.